# جمادی‌الاول
جُمادی‌الاَوَّل یا جمادی‌الاولی (به عربی: جمادى الأولى) پنجمین ماه از ماه‌های قمری است.
واژه عربی جمادی به معنی زمین خشک و دِج (سفت) است و به خشک شدن زمین در این ماه تابستانی اشاره دارد.